# 広信工業
株式会社広信工業（こうしんこうぎょう）は北海道札幌市に本社を置く運送会社である。

## 概要
一般貨物自動車運送事業、産業廃棄物収集運搬、特別管理産業廃棄物収集運搬、一般建設業。
- 設立：2009年(平成21年)2月
- 代表者
  - 代表取締役社長：海老名賢一
- 所在地
  - 本社：北海道札幌市東区東苗穂8条1-7-16　
  - 中沼営業所：北海道札幌市東区中沼町50-9

## 沿革
- 平成21年2月	株式会社広信工業設立、資本金300万円

- 平成21年2月	一般貨物運送事業許可利用運送業、産業廃棄物収集運搬許可を取得

- 平成21年4月	中沼営業所開設

- 平成24年8月	宮城県、岩手県の産業廃棄物収集運搬許可を取得

- 平成29年4月	資本金700万円増資し、資本金1,000万円

- 平成30年3月	古物商許可を取得し買取り売買を開始

- 令和元年12月	安全性優良事業所認定（Gマーク）を取得

- 令和2年7月	建設業許可を取得

- 令和2年12月	株式譲渡にて森下建材株式会社を完全子会社化

- 令和3年1月	グリーン経営認証を取得

- 令和3年2月	特別管理産業廃棄物収集運搬業許可を取得

- 令和3年3月	資本金2,000万円増資し、資本金3,000万円

- 令和3年3月	ハタラクエール2021（福利厚生表彰・認証）を取得

- 令和3年3月	事業継続力強化計画の認定を取得

- 令和3年3月 株式譲渡により、KOUSHIN GLOBALVISION株式会社の完全子会社となる

- 令和3年4月	取締役会長に張本 淳史、代表取締役社長に海老名 賢一が就任

## 関連会社
KOUSHIN GLOBALVISION株式会社
- 代表者：代表取締役 張本淳史
- 所在地：北海道札幌市東区東苗穂8条1-7-16

株式会社マルハリ
- 代表者：代表取締役 五十嵐真樹
- 所在地：北海道札幌市東区東苗穂8条1-7-16

森下建材株式会社
- 代表者：代表取締役 海老名賢一
- 所在地：札幌市手稲区手稲山口225番地1